# میکلوزو
میکلوزو دی بارتولومئو میکلوتزی (۱۳۹۶ – ۷ اکتبر ۱۴۷۲) معمار و مجسمه‌ساز ایتالیایی بود. میکلوزو که یکی از پیشگامان بزرگ معماری در دوران رنسانس به حساب می‌آید، معمار مورد علاقه دودمان مدیچی بود که به‌طور گسترده توسط کوزیمو د مدیچی به کار گماشته شد. او در سال‌های اولیه‌اش شاگرد لورنزو گیبرتی بود و بعداً با دوناتلو همکاری کرد.
او که عمدتاً به خاطر طراحی کاخ مدیچی ریکاردی (به ایتالیایی: Palazzo Medici Riccardi) در فلورانس شناخته می‌شود، اغلب تحت الشعاع معاصرانش دوناتلو در مجسمه‌سازی و فیلیپو برونلسکی در معماری قرار می‌گیرد.